# 市川靖子
市川 靖子（いちかわ やすこ、1941年4月3日 - 2003年11月21日）は日本の女優。本名は喜熨斗靖子（きのし やすこ）。

## 来歴・人物
1941年、三代目市川段四郎（喜熨斗政則）の長女として東京に生まれる。母は女優の高杉早苗（喜熨斗弘子・清水ヒロ）。
兄にニ代目市川猿翁（喜熨斗政彦）、弟に四代目市川段四郎（喜熨斗宏之）がいる。また甥に香川照之（九代目市川中車）、四代目市川猿之助（喜熨斗孝彦）がいる。
学習院女子短期大学文科国文学専攻卒業後、女優デビュー。時代劇等で活躍したほか、司会アシスタントとして『アフタヌーンショー』や『11PM』に出演。
1969年（昭和44年）、劇団NLTで知り合った俳優川合伸旺と結婚。同年9月7日、日枝神社で挙式。
1971年2月に長女、1972年8月に長男が誕生し、一時芸能活動を中断していた。
離婚後は芸能活動を再開。サスペンスドラマを中心に多くのテレビドラマや舞台に出演した。
2003年11月21日、62歳で死去。

## 出演作品

### テレビドラマ
- 虹の設計（1964年 - 1966年、NHK総合）
- 特別機動捜査隊 第262話「愛の証書」（1966年、NET）
- 新吾十番勝負（1967年、TBS / 松竹テレビ室）- お咲
- 隠し目付参上 第22話「時々刻々! 危うし左吉は切腹か」（1976年、MBS）
- 平岩弓枝ドラマシリーズ・女の河（1977年、CX）
- 土曜ワイド劇場　（ANB）
  - 江戸川乱歩の美女シリーズ・鏡地獄の美女（1981年）
  - 美しい人妻・六年目の殺意（1985年）
- 新・必殺仕事人　第27話「主水出張する」（1981年、ABC） - 日輪
- 赤かぶ検事奮戦記2　第4回「奥飛騨慕情父恋し」（1981年）ABC
- 陽暉楼（1984年、TBS）
- 特捜最前線 （ANB）
  - 第392話「幼児誘拐・5年目の再開!」（1984年）
  - 第412話「OL・横浜ラブストーリー!」（1985年）
- 西田敏行の泣いてたまるか 第1話「花嫁のお父ちゃん」（1986年、TBS）